# Tirant lo Blanch (editorial)
Tirant lo Blanch es una editorial española fundada en 1976 con sede en Valencia.

## Historia
El origen de la editorial fue una librería junto a la Universidad de Valencia en 1976 para, años después, editar sus propios libros.
En el año 2000, Tirant integró entre sus servicios bases de datos especializadas para el sector jurídico.
En 2009 se estableció en México como parte de un proceso de internacionalización y, posteriormente, también lo hizo en Colombia, Chile, Brasil, Perú y desde 2023 también a Costa Rica tras la adquisición de Master Lex.
En 2022 Tirant lo Blanch ocupaba el primer lugar en prestigio de las editoriales españolas en la lista de indicadores para editoriales académicas (SPI).